# I. e. 417
Évszázadok: i. e. 6. század – i. e. 5. század – i. e. 4. század
Évtizedek: i. e. 460-as évek – i. e. 450-es évek – i. e. 440-es évek – i. e. 430-as évek – i. e. 420-as évek – i. e. 410-es évek – i. e. 400-as évek – i. e. 390-es évek – i. e. 380-as évek – i. e. 370-es évek – i. e. 360-as évek
Évek: i. e. 422 – i. e. 421 – i. e. 420 – i. e. 419 –  i. e. 418 – i. e. 417 – i. e. 416 – i. e. 415 – i. e. 414 – i. e. 413 – i. e. 412

## Események

### Görögország
- Athénban politikai válság tört ki az előző évi mantineiai csatában elszenvedett vereség miatt. A demagóg Hüperbolosz megpróbálja cserépszavazással száműzetni politikai ellenfeleit, Alkibiadészt és Nikiaszt, de azok összefognak és száműzettetik Hüperboloszt.
- Argoszt megosztja az  Athén által támogatott demokrata- és a Spárta-segítette oligarchapárt közötti vetélkedés. Az állam fölötti uralom az utóbbiak kezébe kerül, de az előbbiek Athén segítségével erődítéseket emelnek, amiket Spárta katonai segítségével lerombolnak.

## Itália
- Rómában a consuli jogkörű katonai tribunusok: Publius Lucretius Tricipitinus,	Agrippa Menenius Lanatus, Spurius Rutilius Crassus (vagy Spurius Veturius Crassus Cicurinus) és Caius Servilius Axilla.

## Fordítás
- Ez a szócikk részben vagy egészben  a(z)   417 av. J.-C. című francia Wikipédia-szócikk ezen változatának fordításán alapul.  Az eredeti cikk szerkesztőit annak laptörténete sorolja fel. Ez a jelzés csupán a megfogalmazás eredetét és a szerzői jogokat jelzi, nem szolgál a cikkben szereplő információk forrásmegjelöléseként.